# Metastelma
Metastelma es un género de fanerógamas de la familia Apocynaceae. Contiene 199 especies. Es originario de América.

## Descripción
Son enredaderas herbáceas o sufrutescentes que  alcanzan los 4 m de altura, con látex de color blanco a marfil, los órganos subterráneos que constituyen un patrón leñoso. Las láminas foliares son herbáceas de 1.5-6 cm de largo y 0.3-3 cm de ancho, lineal a ovadas, basalmente redondeadas, el ápice agudo o acuminado, ligeramente diferenciado, glabro o puberuloso densamente pubescente; con 0-3 coléteres en la base de las hojas.
Las inflorescencias son extra-axilares, siempre una por nodo, casi tan larga como las hojas adyacentes, con 2-12 flores, simples,  pedunculadas, pedúnculos casi tan largos como pedicelos. Las brácteas florales visibles, triangulares o aovadas, las flores dulcemente perfumadas o sin olor.

## Distribución y hábitat
Se encuentra en América del Norte, Antillas, América Central y América del Sur en los márgenes de los bosques, en áreas perturbadas, y en la vegetación ribereña, a 3.000 metros.

## Taxonomía
El género fue descrito por Robert Brown y publicado en On the Asclepiadeae 41. 1810.

## Especies seleccionadas
| - Metastelma abietoides - Metastelma acerosa - Metastelma acerosum | - Metastelma acuminatum - Metastelma albiflora - Metastelma albiflorum |